# I Have a Right
Albums de Gloria Gaynor
Love Tracks
(1978) Stories
(1980)
I Have a Right est un album de Gloria Gaynor publié en 1979 par Polydor.

## Liste des pistes
| No | Titre                        | Durée |
| -- | ---------------------------- | ----- |
| 1. | Let Me Know (I Have a Right) |       |
| 2. | Say Somethin                 |       |
| 3. | You Took Me in Again         |       |
| 4. | Don't Stop Us                |       |
| 5. | Tonight                      |       |
| 6. | Can't Fight the Feelin       |       |
| 7. | Midnight Rocker              |       |
| 8. | One Number One               |       |